# Вернер Вінтер
Вернер Вінтер (нім. Werner Winter; 26 березня 1912, Гамбург — 9 вересня 1972, Кіль) — німецький офіцер-підводник, корветтен-капітан крігсмаріне, капітан-цур-зее бундесмаріне.

## Біографія
9 жовтня 1930 року вступив на флот. Служив на лінійному кораблі «Сілезія» і легкому крейсері «Емден». У 1935 році переведений в підводний флот. З 1 жовтня 1937 по 3 жовтня 1939 року командував підводним човном U-22, на якому на самому початку Другої світової війни здійснив 2 походи (разом 22 дні в морі). У листопаді 1939 року переведений в штаб командувача підводними силами. З 13 серпня 1941 року — командир підводного човна U-103, на якому зробив 3 походи (188 днів). Всього за час бойових дій потопив 15 кораблів загальною водотоннажністю 79 302 брт.
| Дата потоплення | Назва корабля       | Тип               | Тоннаж, брт | Вантаж | Екіпаж | Загиблі | Країна             | Конвой |
| --------------- | ------------------- | ----------------- | ----------- | --- | ------ | ------- | ------------------ | ------ |
| 22 вересня 1941 | Niceto de Larrinaga | Торговий пароплав | 5,591       | 3 866 тонн пальмових ядер, 2 000 тонн марганцевої руди, 2 482 тонни арахісу та 622 тонни генеральних вантажів | 51     | 3       | Британська імперія | SL-87  |
| 22 вересня 1941 | Edward Blyden       | Торговий теплохід | 5,003       | 5 525 тонн генеральних вантажів                                                                               | 63     | 0       | Британська імперія | SL-87  |
| 2 лютого 1942   | W.L. Steed          | Паровий танкер    | 6,182       | 65 936 барелів сирої нафти                                                                                    | 38     | 34      | США                |        |
| 4 лютого 1942   | San Gil             | Торговий пароплав | 3,627       | Банани | 41     | 2       | Панама             |        |
| 5 лютого 1942   | India Arrow         | Паровий танкер    | 8,327       | 88 369 барелів дизельного палива                                                                              | 38     | 26      | США                |        |
| 5 лютого 1942   | China Arrow         | Паровий танкер    | 8,403       | 81 773 барелів мазуту                                                                                         | 37     | 0       | США                |        |
| 5 травня 1942   | Stanbank            | Торговий пароплав | 5,966       | 6 488 тонн військових товарів                                                                                 | 48     | 9       | Британська імперія |        |
| 17 травня 1942  | Ruth Lykes          | Торговий пароплав | 2,612       | 39 136 мішків кави                                                                                            | 32     | 6       | США                |        |
| 19 травня 1942  | Ogontz              | Торговий пароплав | 5,037       | 7 660 нітратів                                                                                                | 41     | 19      | США                |        |
| 21 травня 1942  | Clare               | Торговий пароплав | 3,372       | 3 000 тонн генеральних вантажів                                                                               | 40     | 0       | США                |        |
| 21 травня 1942  | Elizabeth           | Торговий пароплав | 4,727       | 3 500 тонн генеральних вантажів, у тому числі 40 вантажівок армії США та будівельні матеріали                 | 42     | 6       | США                |        |
| 23 травня 1942  | Samuel Q. Brown     | Паровий танкер    | 6,625       | 66 000 барелів мазуту                                                                                         | 55     | 4       | США                |        |
| 24 травня 1942  | Hector              | Торговий теплохід | 1,828       | 2 400 тонн генеральних вантажів, 1 000 тонн цементу, труб, техніки, продуктів харчування та 17 тонн динаміту  | 31     | 2       | Нідерланди         |        |
| 26 травня 1942  | Alcoa Carrier       | Торговий пароплав | 5,588       | 6 500 тонн генеральних вантажів                                                                               | 35     | 0       | США                |        |
| 28 травня 1942  | New Jersey          | Паровий танкер    | 6,414       | Баласт (вода)                                                                                                 | 42     | 0       | США                |        |

З липня 1942 року — командир 1-ї флотилії підводних човнів в Бресті. В січні 1944 року встав на захист свого колишнього підлеглого Оскара Куша, звинуваченого в боягузтві і підбурюванні до бунту. У серпні 1944 року здався в полон союзникам, які захопили Брест. У листопаді 1947 року звільнений. Деякий час служив у ВМС ФРН. У березні 1970 року вийшов у відставку.

## Звання
- Морський кадет (9 жовтня 1930)
- Фенріх-цур-зее (1 січня 1932)
- Обер-фенріх-цур-зее (1 квітня 1934)
- Лейтенант-цур-зее (1 жовтня 1934)
- Оберлейтенант-цур-зее (1 червня 1936)
- Капітан-лейтенант (1 червня 1939)
- Корветтен-капітан (21 лютого 1944)
- Фрегаттен-капітан (1 серпня 1957)
- Капітан-цур-зее (1 червня 1965)

## Нагороди
- Медаль «За вислугу років у Вермахті» 4-го класу (4 роки; 2 серпня 1936)
- Орден Заслуг (Угорщина), лицарський хрест (2 серпня 1938)
- Залізний хрест
  - 2-го класу (18 вересня 1939)
  - 1-го класу (10 листопада 1941)
- Нагрудний знак підводника (18 вересня 1939)
- Медаль «У пам'ять 1 жовтня 1938» (20 грудня 1939)
- Відзначений у Вермахтберіхт
  - «Човен капітан-лейтенанта Вінтера особливо відзначився серед успіхів німецьких підводних човнів перед американським узбережжям.» (1 червня 1942)
- Лицарський хрест Залізного хреста (5 червня 1942)
- Хрест Воєнних заслуг 2-го класу з мечами (30 січня 1944)